# お絵かきボード

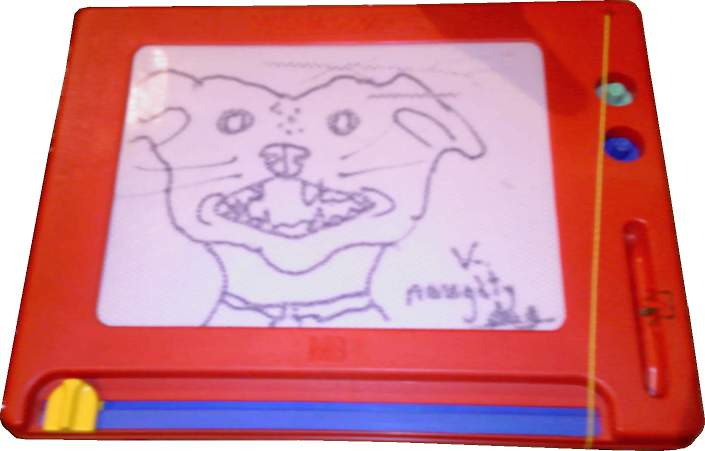
マグナドゥードルの利用例。下の黄色いつまみを左右に動かすと書いた線や図が消去される。

動作原理。セルには乳白色の粘液が詰められている。（上：消去）マグネットのバーを裏面で動かすことで、黒い磁性粉末が裏側に移動。（下：書き込み）ペンの磁石に引き寄せられ透明のシート側に移動し、粘液に支えられて維持される。（補足）磁性粉末の極性の面で色を変えることで2色にできる。

お絵かきボード（おえかきボード）は、ボード上に専用のペンで文字や絵を描いたり、簡単に消したりすることを繰り返し行える幼児向けの玩具。アメリカ合衆国などで販売されている「マグナドゥードル」や、日本でタカラトミーが長期間発売している「せんせい」などがある。用途としては玩具のほか、筆談具や伝言板として使用される。

## 概要
特殊なボードの上を専用のペンやスタンプでなぞることで文字や絵を記入することができ、記入した字や絵は簡単な操作で一瞬にしてすべてを消すことができる。
基本的な構造は、2枚の透明なプラスチックの板の間に、ハニカム構造のスペーサーを挟み込み、黒い砂鉄を混ぜた白い粘質の液体を充填したものである。先に磁石の付いた専用のペンやスタンプを板の上でなぞると、白い液体に隠れていた砂鉄が磁力により、なぞった跡に沿って板の手前側に引き寄せられ、液体の粘度によってそのまま固定されることで黒い線として残る、という仕組みになっている。消去の際はレバーやボタンなどの操作によって逆に裏側から磁力が働き、砂鉄が裏に沈み込んで液体が再度浮上するため、黒い線が消える。
黒い砂鉄の代わりに、磁性を持たせ、それぞれの極に異なった色（黒と赤など）を塗った微小な板を充填し、N極のペン先とS極のペン先で別の色が塗れる商品も存在する。

### 消去方法の違い
- レバー式 - 裏側に縦に細長い磁石が隠れており、その磁石をレバーで左右に動かすとスライドされた部分だけ画面が消去される。
- ボタン式 - 裏側に画面と同じサイズのマグネットシートが隙間を保ちながら隠れており、ボタンを押すとマグネットが画面に後ろから密着して一瞬で全面が消去される。
- ペン軸式 - お絵かきをするペンの軸に細長いマグネットが埋め込められており、そのマグネットを裏面からなぞった部分だけが消去される。

## 主なメーカーとそれぞれの商品名
- タカラトミー - せんせい（1977年発売時から2006年2月まではタカラ製品）
- パイロット - JIKKY（ジッキー）、Memole（メモレ）
- アガツマ - らくがきボード、らくがき教室
- タカラ - ダイヤルスケッチ ピカソくん